# 해운대 엑소디움 타워
해운대 엑소디움 타워(영어: Haeundae Exordium)는 대한민국 부산광역시 해운대구 우동에 위치한 초고층 아파트 단지다. 최고 높이는 170m이고 최고 층수는 44층이다. 총 3개동이 있고 대우자판건설이 건설했다. 2006년에 착공하여 2009년에 완공하였다.

## 역사
2004년 사업이 승인되었다. 2005년 해운대 엑소디움을 공급할 예정이다. 10월 19일 대우자동차판매 건설부문은 381세대 아파트를 분양한다. 총 3개동으로 구성될 예정이다. 대우자동차판매 건설부문의 아파트 새 브랜드는 엑소디움이다. 이후 착공하였고 이안 엑소디움 신축공사는 진행중이고 2009년에 완공하였다.

## 구성
해운대 엑소디움 타워의 구성이다.
| 동 명칭 | 층수 | 높이 |
| ------- | ---- | ---- |
| 101동   | 44층 | 170m |
| 102동   | 30층 | 135m |
| 103동   | 33층 | 135m |

## 높이
최고 높이는 170m고 최고 층수는 44층이다. 층수 30층, 높이 135m인 건물이 2개가 있는데 층수와 높이가 같다. 매우 가까운 주변에 있는 높은 건물이 더 높다. 가까운 주변에 있는 20층 이하의 아파트보다 더 높은게 해운대 엑소디움 타워다.

## 특징
각 동의 1층에는 로비는 호텔 스타일이다. 구조방식은 구조방식철근콘크리트조다. 총 381세대가 있다. 난방방식은 개별난방이다. 엘리베이터는 소방구조용을 포함한 동마다 4대씩 설치되어 있다. 현대엘리베이터와 미쓰비시엘리베이터가 설치되어 있다. 지하주차장은 지하 4층까지 있고 지하 2층부터는 입주민만 이용이 가능하다. 주차대수는 총 981대다.

## 갤러리

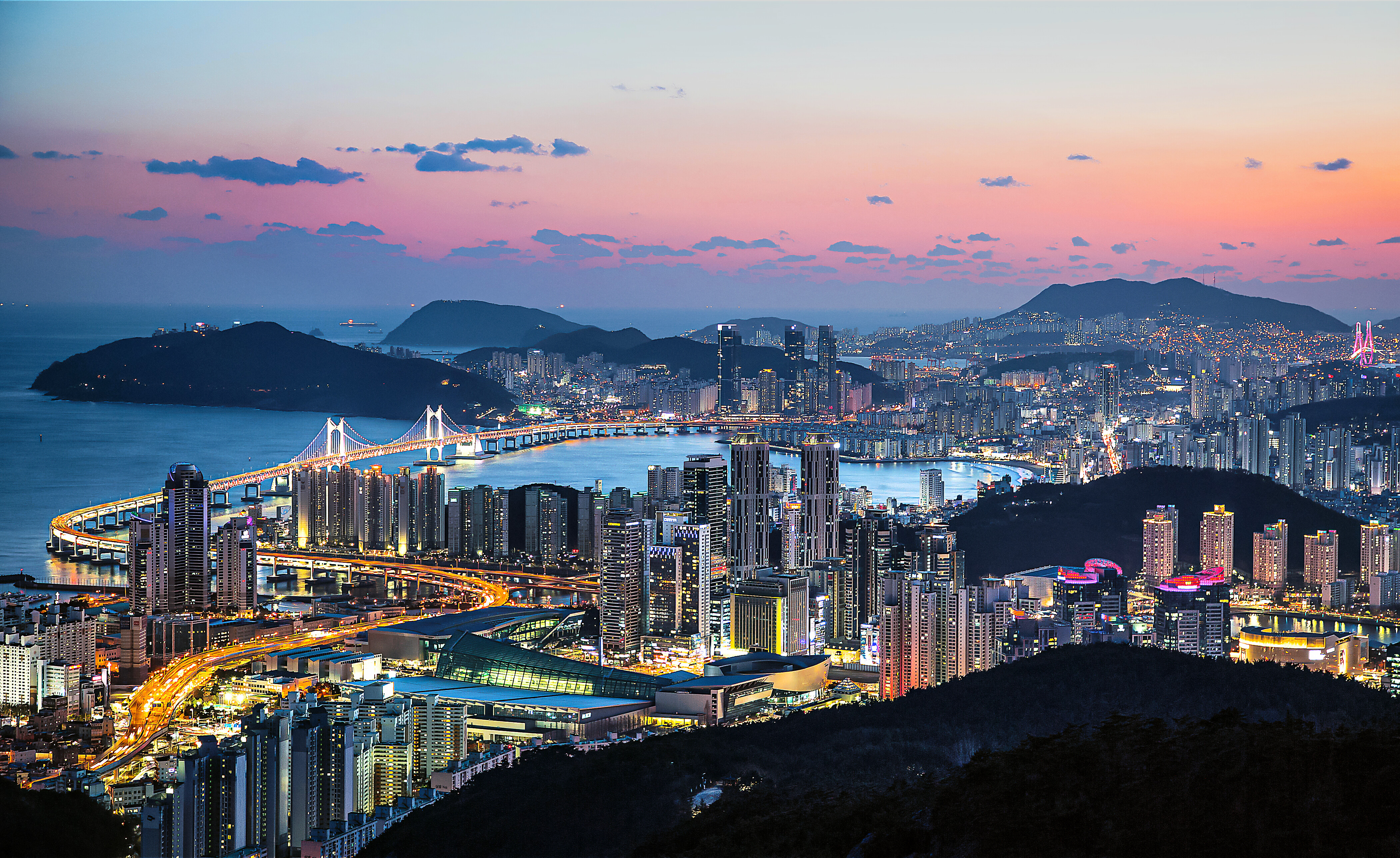
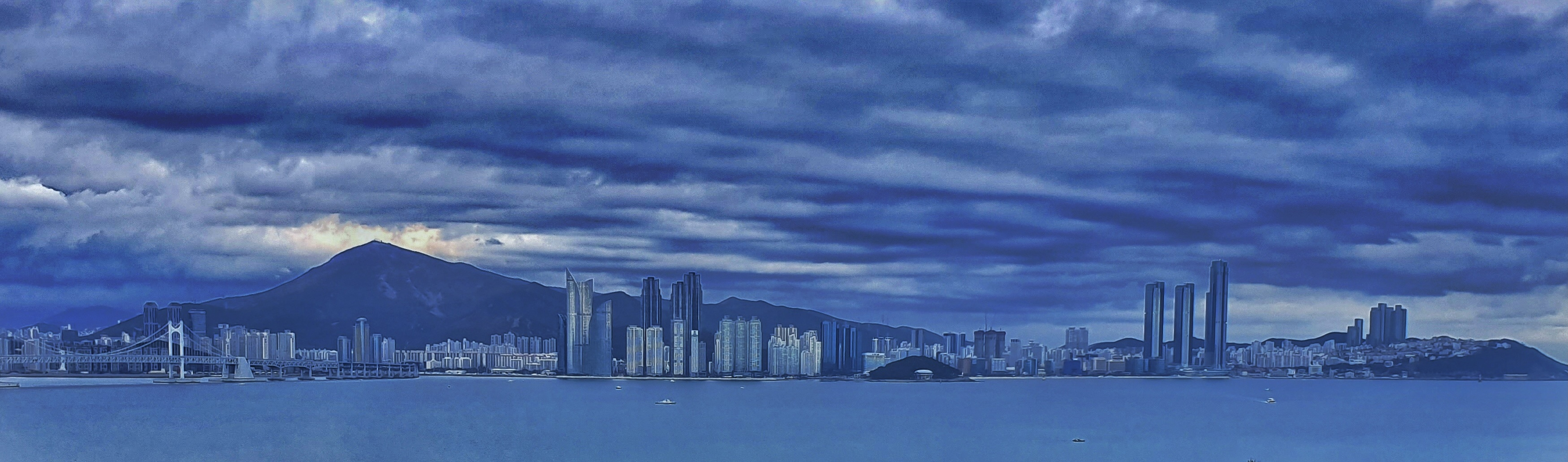

## 내부 시설

### 101동
| 층수                | 용도         |
| ------------------- | ------------ |
| 3층 ~ 44층          | 아파트       |
| 2층                 | 주민공동시설 |
| 1층                 | 로비         |
| 지하 4층 ~ 지하 1층 | 지하주차장   |

### 102동
| 층수                | 용도         |
| ------------------- | ------------ |
| 3층 ~ 30층          | 아파트       |
| 2층 ~ 4층           | 주민공동시설 |
| 1층                 | 로비         |
| 지하 4층 ~ 지하 1층 | 지하주차장   |

### 103동
| 층수                | 용도         |
| ------------------- | ------------ |
| 3층 ~ 33층          | 오피스텔     |
| 2층 ~ 4층           | 주민공동시설 |
| 1층                 | 로비         |
| 지하 4층 ~ 지하 1층 | 지하주차장   |

## 같이 보기
- 울산 이안 태화강 엑소디움
- 대한민국의 마천루 목록
- 부산광역시의 마천루 목록
- 해운대
- 대우산업개발